# Fédération Nationale des Cheminots, Travailleurs du Transport, Fonctionnaires et Employés Luxembourgeois

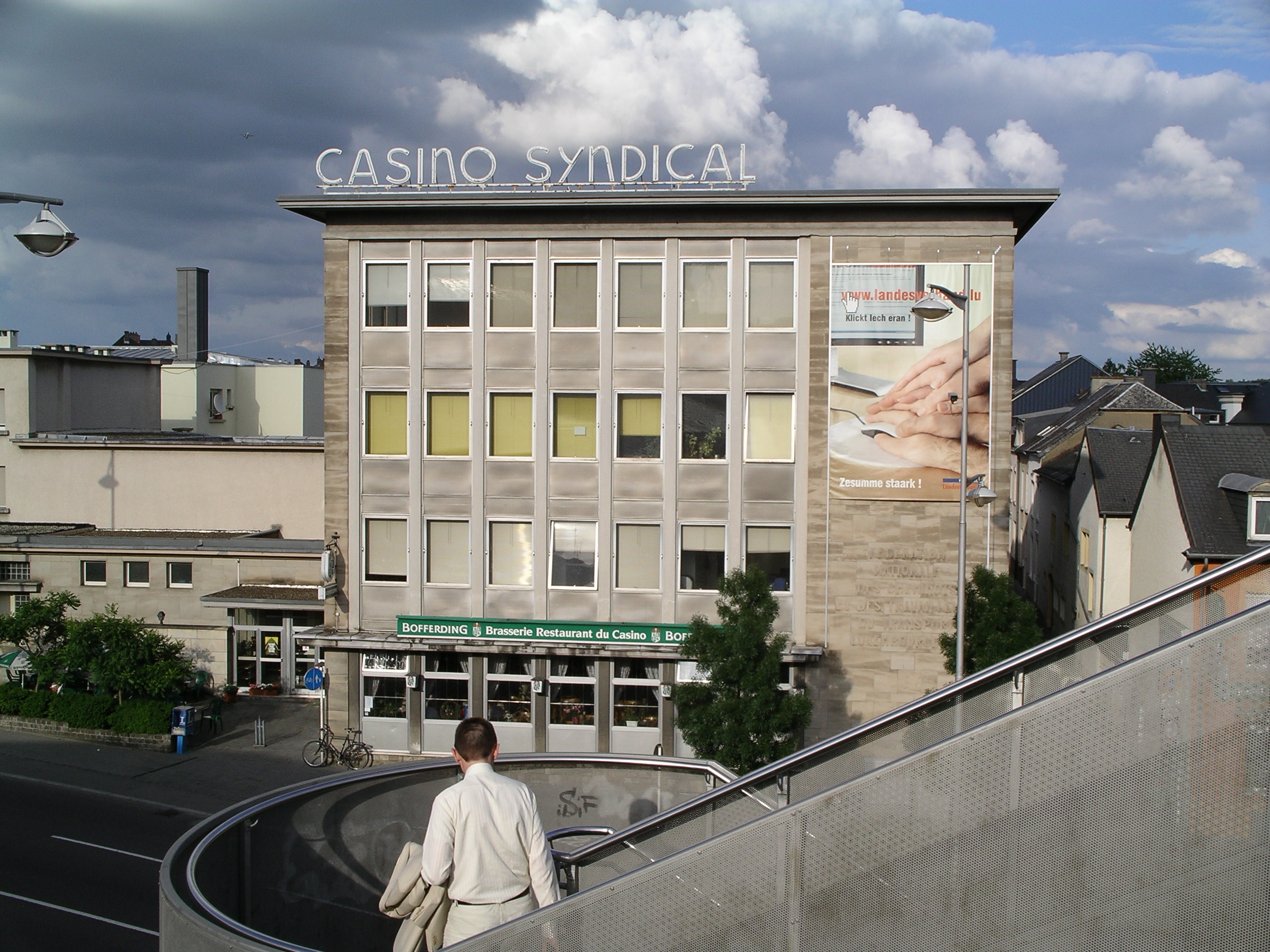
Casino Syndical, Bonneweg

Die Fédération Nationale des Cheminots, Travailleurs du Transport, Fonctionnaires et Employés Luxembourgeois, abgekürzt „FNCTTFEL“ oder auch „Landesverband“, ist eine Luxemburger Gewerkschaft.
Am 10. Januar 1909 als Einheitsverband der Eisenbahner gegründet, konnte der Landesverband, wie er von Beginn an hieß, seine Aktivitäten sowohl im Verkehrswesen wie auch im öffentlichen Dienst kontinuierlich ausbauen. Nach dem Wiederaufbau nach dem Zweiten Weltkrieg schlossen sich die im Straßenverkehr Beschäftigten 1955 dem Landesverband an, 1963 kam es zur Gründung der Hauptberufsgruppe Staats- und Gemeindebeamte im Landesverband.
Damit sind heute Eisenbahner, Transportarbeiter und Öffentlich Bedienstete im Landesverband vereinigt.
„Signal“ ist die Mitgliederzeitschrift der Gewerkschaft.